# Jardín botánico Na 'Aina Kai
El Jardín botánico Na 'Aina Kai (en inglés: Na 'Aina Kai Botanical Gardens), es un bosque preservado, granja y jardín botánico de 240 acres (97.13 hectáreas) de extensión localizado en Kilauea, en la costa norte de la isla de Kauai, en el archipiélago de las Hawái. 

## Localización
Se ubica en la parte norte de la isla de Kauai. 
Na 'Aina Kai Botanical Gardens, 4101 Wailapa Road, Kilauea, Kauai county, Kauaʻi island, Hawaii HI 96713 United States of America-Estados Unidos de América.
Planos y vistas satelitales.22°12′40.32″N 159°22′53.76″O / 22.2112000, -159.3816000
El jardín está abierto al público. Se cobra una cuota de admisión.

## Historia
Na ʻĀina Kai fue establecido por Joyce y Ed Doty en 1982. 
En 1999, se convirtió en una organización sin fines de lucro y se abrió al público.

## Colecciones
Actualmente el jardín botánico alberga 13 jardines temáticos, una plantación de árboles de madera dura, campos agrícolas, pradera, cañón, y playa. Más de 90 esculturas de bronce están situadas a lo largo de la finca. Aspectos destacados de los jardines incluyen:
- Casa de los pantanos (Bog House) - varias especies de plantas carnívoras, incluyendo Pinguiculas, Sarraceniaceae y Nepenthaceae.
- Jardín internacional de los desiertos (International Desert Garden) - cactus, suculentas, y otras plantas del desierto como aloe, agave, tamarindo y varios baobab.
- Laberinto de Poinciana (Poinciana Maze) - con una cobertura de 2400 plantas de Murraya paniculata, con topiaria y esculturas.
- Laguna (Shower Tree Park & Kaʻula Lagoon) - hibiscus, ixora, Crossandra infundibuliformis, y árboles Citharexylum, con laguna, cascada y casa de té de estilo japonés.
- Jardín infantil ("Under the Rainbow" Children’s Garden) - estanque, casa del árbol, tren, cabañas de madera, puentes, túneles y toboganes.
- Jardín del bosque silvestre (Wild Forest Garden) - heliconias, jengibres, noni, ylang ylang, cardamomo, vanilla, y bananas ornamentales, además de nuez moscada y árboles de la canela.

La plantación de árboles de madera dura (110 acres) alberga Dalbergia melanoxylon, Khaya senegalensis, Swietenia macrophylla, Talipariti elatum, Hibiscus elatus, Pinus oocarpa, Cocobolo (Dalbergia retusa), Dalbergia latifolia, Dalbergia sissoo, Iroko (Chlorophora excelsa), Lignum Vitae (Guaiacum officinale), West Indian Mahogany (Swietenia mahagoni), Castanospermum australe, Narra (Pterocarpus indicus), Palu (Manilkara hexandra), Paubrasilia echinata, Andira inermis, Flindersia brayleyana, Eucalyptus deglupta, Santalum album, Tectona grandis, Cedrela odorata, y Astronium graveolens.